# Leibl-Kreis

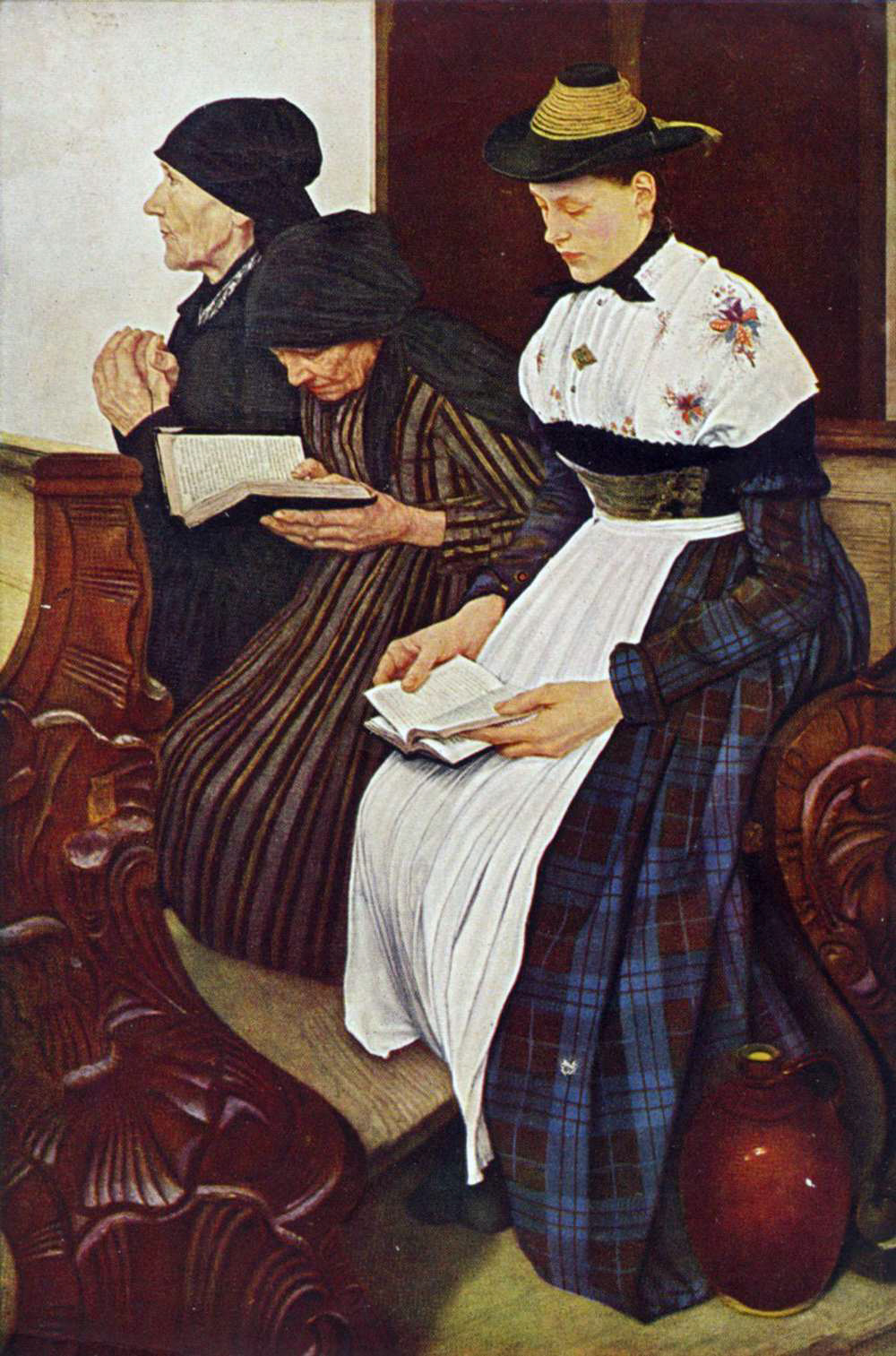
Die drei Frauen in der Kirche (1881) von Wilhelm Leibl

Als Leibl-Kreis bezeichnet man eine Gruppe von Künstlern, die sich in den Jahren 1871 bis 1873 um den Maler Wilhelm Leibl gesammelt hatte und deren Werk stilistische Verwandtschaft zueinander aufweisen. 
In diesem Freundeskreis herrschte kein ausgeprägtes Lehrer-Schüler-Verhältnis. Geprägt war er jedoch von einer einheitlichen Stilauffassung, bei der Elemente der niederländischen Malerei des 17. Jahrhunderts und der zeitgenössischen französischen Malerei verbunden wurden. Leibl war dabei vor allem durch den französischen Realisten Gustave Courbet beeinflusst.
Von Courbets Einfluss inspiriert, war der Kreis zu einer „reinmalerischen“ Technik gelangt. Insbesondere Leibl entwickelte eine Technik, bei der die Pinselführung die spezifische Stofflichkeit des darzustellenden Gegenstandes völlig vernachlässigte und die damit bereits in Richtung Abstraktion wies, da sie Flächen und Formen in gleichförmige Einheiten zerlegte.
Geschaffen wurden durch diesen Kreis vor allem Bildnisse, Landschaften und Stillleben. 

## Mitglieder der Gruppe
- Wilhelm Leibl (1844–1900), der „Gründer“ dieser Künstler-Vereinigung
- Theodor Alt (1846–1937)
- Louis Eysen (1843–1899)
- Karl Haider (1846–1912)
- Rudolf Hirth du Frênes (1846–1916)
- Albert Lang (1847–1933)
- Victor Müller (1830–1871)
- Johann Ernst Sattler (1840–1923)
- Fritz Schider (1846–1907)
- Otto Scholderer (1834–1902)
- Carl Schuch (1846–1903)
- Johann Sperl (1840–1914)
- Hans Thoma (1839–1924)
- Wilhelm Trübner (1851–1917)